# Absolutnie nic
Absolutnie nic – album polskiej piosenkarki Maryli Rodowicz, wydany w 1991 roku nakładem wydawnictwa muzycznego Polskie Nagrania „Muza”. Wersja podstawowa albumu zawierała 10 utworów wokalistki, w tym przebój „To już było”. 
W 1995 roku, nakładem wytwórni płytowej Tra-la-la ukazała się reedycja płyty Absolutnie nic, bazująca na edycji kompaktowej z 1992 r., powiększonej o cztery dodatkowe utwory.

## Lista utworów
Opracowano na podstawie materiału źródłowego.
1. „Tango na głos, orkiestrę i jeszcze jeden głos” – 4:40
2. „To już było” – 4:45
3. „W szeregu” – 4:25
4. „Skandal” – 4:20
5. „Jestem śliczna, higieniczna” – 2:10
6. „Absolutnie nic” – 3:20
7. „Co nam ten rok zabierze” – 4:20
8. „Gonią wilki za owcami” – 4:35
9. „Czysta nafta” – 2:45
10. „Tak naprawdę nie dzieje się nic” – 4:20

Powyższy spis obejmuje utwory zawarte w wersji podstawowej albumu Absolutnie nic, wydanej w 1991 roku.